# Solbergfjord
Der Solbergfjord ist eine 27 km lange Meerenge zwischen der Insel Senja und dem norwegischen Festland im Fylke (Provinz) Troms.

## Der Sund
Der Solbergfjord ist ein Sund und gehört verwaltungstechnisch zu den Kommunen Senja, Dyrøy und Sørreisa. Er beginnt im Westen zwischen den Inseln Dyrøya und der etwa sechs Kilometer nördlich am Südufer von Senja gelegenen Tranøya und schließt dort an den Tranøyfjord an, der weiter im Süden in den nach Harstad führenden Vågsfjord übergeht. Der Solbergfjord erstreckt sich von dort nach Nordosten, verengt sich auf eine Breite von etwa drei Kilometer, und endet bei der Tømmervika in der Gemeinde Sørreisa. Dort geht er über in den Reisafjord, eine bis Sørreisa im Südosten reichende breite Ausbuchtung, und den Finnfjord, der dort in nördlicher Richtung nach Finnsnes und zum Gisund weiterführt.

## Siedlungen
Größere Siedlungen am Nordufer sind die Dörfer Skatvik, Solberg, Vangsvika, Rubbestad und Russestad auf Senja. Auf dem Festland an der Südseite des Sunds in der Kommune Dyrøy liegen Espenes und Forstrand.

## Verkehr
Auf der Nordseite des Sunds verlaufen die Provinzstraßen Fv231 im Westen und Fv227 im Osten, auf der Südseite die Fv211 im Osten und die Fv212 im Westen, wo sie die Insel Dyrøya über die „Dyrøybrua“ (Dyrøybrücke) mit dem Festland verbindet. Weiter im Osten verläuft die Fv86.